# Baby, I Love You
«Baby, I Love You» es una canción pop originalmente grabada por The Ronettes en 1963. El tema fue escrito por Jeff Barry, Ellie Greenwich, y Phil Spector, quien también ejerció de productor. El sencillo alcanzó el número 24 de la lista Billboard Hot 100 y Cashbox Hot 100, y el número 11 en el UK Pop Chart.

## Grabación original
Tras la falta de éxitos con la compañía discográfica Colpix Records entre 1961 y 1963, The Ronettes a principios de 1963 rompieron su contrato y firmaron con Philles Records, el sello de Phil Spector. Durante los primeros meses con Spector como productor, The Ronettes lograron alcanzar el éxito con el sencillo «Be My Baby» alcanzando el número 2 de la lista Billboard Hot 100 y el número 1 de Cashbox Hot 100 en agosto de 1963. 
El éxito de «Be My Baby» animó a Phil Spector a conseguir un nuevo éxito a final de ese mismo año. Sin embargo, surgió un problema cuando The Ronettes aceptaron acompañar a Dick Clark's en su gira Caravan of Stars a lo largo de los Estados Unidos.
Phil Spector decidió retener a la vocalista principal Ronnie Bennett en California para grabar «Baby, I Love You», mientras las otras dos ronettes, Estelle Bennett y Nedra Talley, se fueron de gira con Dick Clark. La prima de Ronnie, Elaine, la sustituyó en la gira mientras ella grababa el tema en los estudios Gold Star de California. Puesto que fue imposible contar con el resto de la banda para la grabación, Spector usó a Darlene Love y a Cher para completar los coros. La canción también contó con la colaboración de Leon Russell en el piano. «Baby, I Love You» alcanzó el número 11 en el Reino Unido durante enero de 1964, coincidiendo con la gira británica de las Ronettes junto a the Rolling Stones.
El tema fue incluido en el álbum Presenting the Fabulous Ronettes, publicado a finales de 1964.
La canción formó parte de la banda sonora de la película Nueve meses.

## Posicionamiento en listas
| Lista (1964)                                    | Mejor posición |
| ----------------------------------------------- | -------------- |
| Estados Unidos Billboard Hot 100                | 24             |
| Estados Unidos U.S. Billboard R&B Singles Chart | 6              |
| Estados Unidos Cashbox Hot 100                  | 24             |
| Reino Unido UK Singles Chart                    | 11             |

## Versión de los Ramones
Phil Spector produjo en 1980 una versión de la banda de punk rock neoyorkina The Ramones que fue incluida en el álbum End of the Century. El sencillo alcanzó la posición número 8 de las listas de éxitos británicas en 1980.

### Posicionamiento en listas
| Lista (1980)                          | Máxima posición |
| ------------------------------------- | --------------- |
| Bélgica (Flandes) (Ultratop 50)       | 25              |
| Irlanda (IRMA)                        | 5               |
| Italia (Musica e dischi)              | 15              |
| Reino Unido (Official Charts Company) | 8               |

## Otras versiones
- Andy Kim
- Dave Edmunds
- Terry Reid
- Cher
- Tommy Roe
- Linda Ronstadt
- Bad Boys Blue